# Billaea communis
Billaea communis är en tvåvingeart som beskrevs av Louis-Paul Mesnil 1976. Billaea communis ingår i släktet Billaea och familjen parasitflugor.
Artens utbredningsområde är Madagaskar. Inga underarter finns listade i Catalogue of Life.